# Belo Horizonte
Belo Horizonte, một thành phố ở đông nam Brasil, là thủ phủ của bang Minas Gerais. Đây là trung tâm văn hoá, hành chính, kinh tế của một khu vực khai khoáng giàu quặng sắt, vàng, măng gan, nickel và các loại đá quý. Sắt, thép, kim loại tinh chế, hàng dệt và thiết bị vận tải được chế tạo ở đây. Belo Horizonte được quy hoạch tốt với các đại lộ rộng rãi có cây xanh hai bên toả ra từ một công viên rộng lớn. Thành phố có sân vận động bóng đá thuộc loại lớn nhất thế giới. Thành phố này cũng có Đại học Liên bang Minas Gerais thành lập năm 1927 và Đại học Công giáo Giáo hoàng Minas Gerais (1958) và Trường Mỹ thuật (1954). Tại quận Pampulha của thành phố có Nhà thờ nhỏ São Francisco do Oscar Niemeyer Soares Filho thiết kế, ở đây có các bức tranh do nghệ sĩ người Brasil Cándido Portinari vẽ.
Thành phố được thành lập năm 1895 và thay thế Ouro Prêto làm thủ phủ bang năm 1897. Đây là thành phố có quy hoạch đầu tiên của Brasil và đã trở thành một trung tâm kinh tế lớn của Brasil. Các quận dân cư và công nghiệp đã được phát triển trong thập niên 1940. Dân số năm 2004 ước tính 2.350.564 người.